# Chris Rock

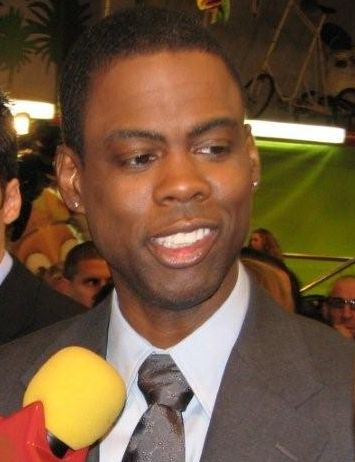
Chris Rock în 2008

Christopher Julius „Chris” Rock III (n. 7 februarie 1965, Andrews, Carolina de Sud, Statele Unite) este un actor, comedian, scenarist, producător de televiziune și regizor american. A fost votat de public ca fiind printre primii 50 cei mai buni comedianți din Statele Unite ale Americii. 
La puțin timp după nașterea sa, părinții săi s-au mutat în Brooklyn, New York. Mama sa a fost profesoară pentru o grădiniță de copii cu dizabilități, iar tatăl său a fost conducător de tir și poștaș. Acesta din urmă a decedat în 1988, după o operație de ulcer. Are trei frați, care sunt implicați în industria americană de entertainment, iar fratele său vitreg Charles a decedat după o gra luptă cu alcoolismul. Chris Rock a spus că modelul său, atât în viață cât și în carieră, a fost bunicul Allen Rock, care a fost predicator. 
Pentru ca și-a făcut studiile în instituții predominate de albi, întotdeauna a avut de-a face în școală cu dispute rasiale și de multe ori chiar a fost bătut pentru că este negru. Pentru că certurile și bătăile cu colegii erau foarte dese, părinții au decis să-l mute de la școală, dar el a renunțat definitiv la studii și și-a câștigat existența fiind ospătar în mai multe restaurante.

## Lucrări

### Film
| An   | Titlu                                      | Rol                                                | Note                                                                                        |
| ---- | ------------------------------------------ | -------------------------------------------------- | ------------------------------------------------------------------------------------------- |
| 1985 | Krush Groove                               | Person Standing Next to Phone During Fight in Club | nemenționat                                                                                 |
| 1987 | Beverly Hills Cop II                       | Playboy Mansion Valet                              |                                                                                             |
| 1988 | Comedy's Dirtiest Dozen                    | În rolul său                                       | Direct-to-video film de concert                                                             |
| 1988 | I'm Gonna Git You Sucka                    | Rib Joint Customer                                 |                                                                                             |
| 1989 | Who Is Chris Rock?                         | În rolul său                                       | Documentar scurt                                                                            |
| 1991 | Pericol în Harlem (New Jack City)          | Pookie                                             |                                                                                             |
| 1992 | Boomerang                                  | Bony T                                             |                                                                                             |
| 1993 | CB4                                        | Albert Brown/M.C. Gusto                            | De asemenea autor al povestirii, scenarist și co-producător                                 |
| 1995 | The Immortals                              | Deke Anthony                                       |                                                                                             |
| 1995 | Panther                                    | Yuck Mouth                                         |                                                                                             |
| 1996 | Sgt. Bilko                                 | 1st Lt. Oster                                      |                                                                                             |
| 1997 | Beverly Hills Ninja                        | Joey Washington                                    |                                                                                             |
| 1998 | Dr. Dolittle                               | Rodney                                             | Voce                                                                                        |
| 1998 | Lethal Weapon 4                            | Detectiv Lee Butters                               |                                                                                             |
| 1999 | Torrance Rises                             | În rolul său                                       | Documentar scurt                                                                            |
| 1999 | Dogma                                      | Rufus                                              |                                                                                             |
| 2000 | Nurse Betty                                | Wesley                                             |                                                                                             |
| 2001 | Din nou pe pământ (Down to Earth)          | Lance Barton                                       | De asemenea co-scriitor și producător executiv                                              |
| 2001 | AI: Artificial Intelligence                | Mecha Comedian                                     | Voce/cameo                                                                                  |
| 2001 | Pootie Tang                                | JB/Radio DJ/Pootie's Father                        | De asemenea producător                                                                      |
| 2001 | Osmosis Jones                              | Osmosis Jones                                      | Voce                                                                                        |
| 2001 | Jay and Silent Bob Strike Back             | Chaka Luther King                                  | Cameo                                                                                       |
| 2002 | Bad Company                                | Jake Hayes/Kevin Pope/Michael Turner               |                                                                                             |
| 2002 | Comedian                                   | În rolul său                                       | Documentar                                                                                  |
| 2003 | Pauly Shore Is Dead                        | În rolul său                                       | Cameo                                                                                       |
| 2003 | Head of State                              | Mays Gilliam                                       | De asemenea director, producător and co-writer                                              |
| 2004 | The N-Word                                 | În rolul său                                       | Documentar                                                                                  |
| 2004 | Paparazzi                                  | Pizza Delivery Guy                                 | Cameo                                                                                       |
| 2005 | The Aristocrats                            | În rolul său                                       | Documentar                                                                                  |
| 2005 | Madagascar                                 | Marty                                              | Voce                                                                                        |
| 2005 | The Longest Yard                           | Farrell Caretaker                                  |                                                                                             |
| 2007 | I Think I Love My Wife                     | Richard Marcus Cooper                              | De asemenea director și co-scenarist                                                        |
| 2007 | Bee Movie                                  | Mooseblood the Mosquito                            | Voce                                                                                        |
| 2008 | You Don't Mess with the Zohan              | Taxi Driver                                        | Cameo                                                                                       |
| 2008 | Madagascar 2 (Madagascar: Escape 2 Africa) | Marty și alte zebre                                | Voce                                                                                        |
| 2009 | Good Hair                                  | În rolul său                                       | Documentar                                                                                  |
| 2010 | Death at a Funeral                         | Aaron                                              | De asemenea producător, refacere a filmului omonim din 2007 film                            |
| 2010 | Grown Ups                                  | Kurt McKenzie                                      |                                                                                             |
| 2012 | 2 Days in New York                         | Mingus                                             |                                                                                             |
| 2012 | What to Expect When You're Expecting       | Vic                                                |                                                                                             |
| 2012 | Madagascar 3: Europe's Most Wanted         | Marty                                              | Voce Nominalizare-Teen Choice Award for Choice Voce                                         |
| 2013 | Madly Madagascar                           | Marty                                              | Rol de voce                                                                                 |
| 2013 | Grown Ups 2                                | Kurt McKenzie                                      |                                                                                             |
| 2014 | Top Five (Finally Famous)                  | Andre Allen                                        | Și regizor și scenarist Nominalizare—Critics' Choice Movie Award for Best Actor in a Comedy |
| 2015 | A Very Murray Christmas                    | Rolul său                                          | Post-producție                                                                              |

### Discografie
| An   | Album             | Peak positions | Peak positions | Certifications |
| An   | Album             | U.S.           | U.S. R&B       | Certifications |
| ---- | ----------------- | -------------- | -------------- | -------------- |
| 1991 | Born Suspect      | –              | –              |                |
| 1997 | Roll with the New | 93             | 41             |                |
| 1999 | Bigger & Blacker  | 44             | 26             |                |
| 2005 | Never Scared      | –              | –              |                |

### Televiziune
| Year      | Title                             | Role                | Notes                                      |
| --------- | --------------------------------- | ------------------- | ------------------------------------------ |
| 1987      | Uptown Comedy Express             | Himself             | HBO special                                |
| 1987      | Miami Vice                        | Carson              | Episode: "Missing Hours"                   |
| 1990–1993 | Saturday Night Live               | Various             | Cast member                                |
| 1993–1994 | In Living Color                   | Various             | Recurring                                  |
| 1994      | Big Ass Jokes                     | Himself             | HBO special                                |
| 1995      | The Fresh Prince of Bel-Air       | Maurice/Jasmine     | Episode: "Get a Job"                       |
| 1996–1998 | The Moxy Show                     | Flea                | Uncredited voice role                      |
| 1996      | Martin                            | Valentino           | Episode: "The Love Jones Connection"       |
| 1996      | Homicide: Life on the Street      | Carver              | Episode: "Requiem for Adena"               |
| 1996      | Bring the Pain                    | Himself             | HBO special                                |
| 1996      | Politically Incorrect             | Himself             | Correspondent                              |
| 1997      | 1997 MTV Video Music Awards       | Host                | TV special                                 |
| 1997–2000 | The Chris Rock Show               | Himself             | Cast member, writer                        |
| 1998      | King of the Hill                  | Roger "Booda" Sack  | Episode: "Traffic Jam"                     |
| 1999      | 1999 MTV Video Music Awards       | Host                | TV special                                 |
| 2000      | Bigger & Blacker                  | Himself             | HBO special                                |
| 2003      | 2003 MTV Video Music Awards       | Host                | TV special                                 |
| 2004      | Never Scared                      | Himself             | HBO special                                |
| 2005      | 77th Academy Awards               | Host                | TV special                                 |
| 2005–2009 | Everybody Hates Chris             | Narrator/Mr. Abbott | Creator/Narrator/Chris' guidance counselor |
| 2008      | Kill the Messenger                | Himself             | HBO special                                |
| 2010      | The Graham Norton Show            | Himself/Guest       | Series 7, Episode 8                        |
| 2011–2012 | Louie                             | Himself             | 2 Episodes                                 |
| 2012      | Totally Biased with W. Kamau Bell |                     | Executive producer                         |
| 2012      | Tosh.0                            | Himself             | 1 Episode                                  |
| 2013      | A.N.T. Farm                       | Himself             | Season 3, Episode: "animal husbANTry"      |

### Internet
| An   | Titlu               | Rol               | Note                                                |
| ---- | ------------------- | ----------------- | --------------------------------------------------- |
| 2012 | The Annoying Orange | Marty             | Episode: Big Top Orange cameo appearance guest star |
| 2012 | Rap Battle Parody   | Tremendous Repeat | Episode: 4                                          |

### Teatru
- The Motherfucker with the Hat de Stephen Adly Guirgis (2011)

### Cărți
- Rock This! (Hyperion Books, 1997) – ISBN 0-7868-6289-0